# Adrián Viudes Girón
Adrián Viudes Girón (Madrid, 1844 - 14 de febrero de 1904) fue un terrateniente, político y periodista español, tercer marqués de Río Florido. Era hijo de José Adrián Viudes Gardoqui. Poseía propiedades rústicas en Almoradí, Muchamiel y San Juan de Alicante, y en 1865 fue redactor de El Eco de Alicante. Después de la revolución de 1868 formó parte del consejo de la provincia de Alicante y en 1870 fue presidente del Casino de Alicante.

## Biografía
Cuando se produjo la restauración borbónica en la persona del rey Alfonso XII, se integró en el Partido Conservador, con el que fue elegido diputado al Congreso por el distrito electoral de Sueca en las elecciones generales de 1876 y por el de Alicante en las elecciones de 1879. En 1880 abandonó el Partido Conservador e ingresó en el Partido Liberal, con el que fue elegido diputado por el distrito de Alicante en las elecciones de 1881 y 1886. Desde su escaño se interesó por las infraestructuras ferroviarias de su comarca y dio apoyo al ferrocarril entre Alicante y Denia. Asimismo, participó en las diversas peleas internas de su partido, entre ellas las del diario El Constitucional contra La Verdad y El Liberal. También fue senador de la provincia de Alicante en 1893-1894 y en 1902 fundó la Caja Rural del Almoradí.
Viudes Girón contrajo matrimonio con Trinidad Pasqual de Riquelme y Palavicino en 1866, falleciendo esta cinco años más tarde al dar a luz al primer y único hijo de la pareja, Juan Viudes y Pasqual de Riquelme (IV marqués de Río Florido). Se casaría en segundas nupcias con Delfina Guirao Girada, hermana del diputado Luis Federico Guirao Girada, con quien tendrá cuatro hijos: Adrián, Elisa, José y Ángel Viudes Guirao. Y en 1892 contraería matrimonio por tercera vez, precisamente con la hermana de su primera esposa, Amparo Pasqual de Riquelme, naciendo en 1893 el único hijo de la pareja: Luis Viudes y Pasqual de Riquelme.